# Huda Jama (knjiga)
Huda Jama je zgodovinska knjiga avtorja Romana Leljaka iz leta 2015. Napisana je v hrvaškem jeziku, za prevod iz slovenščine je poskrbela Milica Korpar. Spremno besedo je napisal Mile Bogović. 
V knjigi Leljak obravnava partizanski povojni zločin nad Slovenci, Hrvati, Srbi in Avstrijci v starem rudniku Barbara rov v Hudi Jami pri Laškem.  

## Opis
Knjiga Huda Jama predstavlja povojno celjsko zgodovino, vojne zločince oz. storilce povojnih zločinov, od Josipa Broza Tita do članov jugoslovanske partizanske vojske ter ozadje dogajanja med drugo svetovno vojno na Slovenskem. V knjigi so poleg zločina v Hudi Jami opisani tudi poboji v Košnici pri Celju in poboj v Slovenski Bistrici. V knjigi so uporabljeni tudi viri in zgodbe številnih prič iz časa vojne. Roman Leljak v knjigi omenja dva jaška jame, v resnici pa so trije, široki približno sedem metrov in globoki okrog 40 metrov ter število žrtev, od katerih se domneva, da je v jami še vedno veliko več žrtev, kot predvidevajo. Vanje so partizani svoje žrtve večinoma pometali še žive. Knjiga prikazuje tudi vse fotografije odkopanih mumificiranih trupel žrtev iz jame ter njene odkritelje in podatke odgovornih za zločin v jami. 